# PDP-1

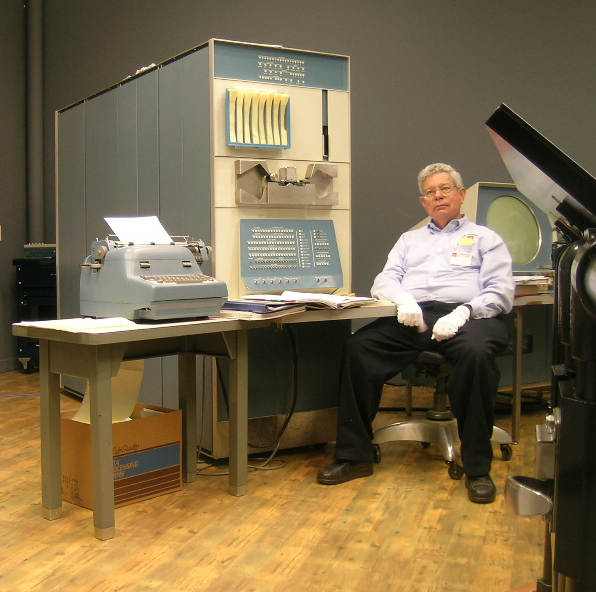
位于計算機歷史博物館的PDP-1，以及坐在其前面的史帝芬·羅素，他在PDP-1上创造了電腦遊戲太空戰爭。

PDP-1（英語：Programmed Data Processor-1，程序数据处理机１號），迪吉多公司PDP系列所推出的第一個機型，於1960年上市。它是形成駭客文化的重要推手，在麻省理工學院與BBN Technologies都可以看到它的身影。在PDP-1之上，史帝芬·羅素（Steve Russell）開發出史上第一個電腦遊戲，《Spacewar!》。

## 功能概述

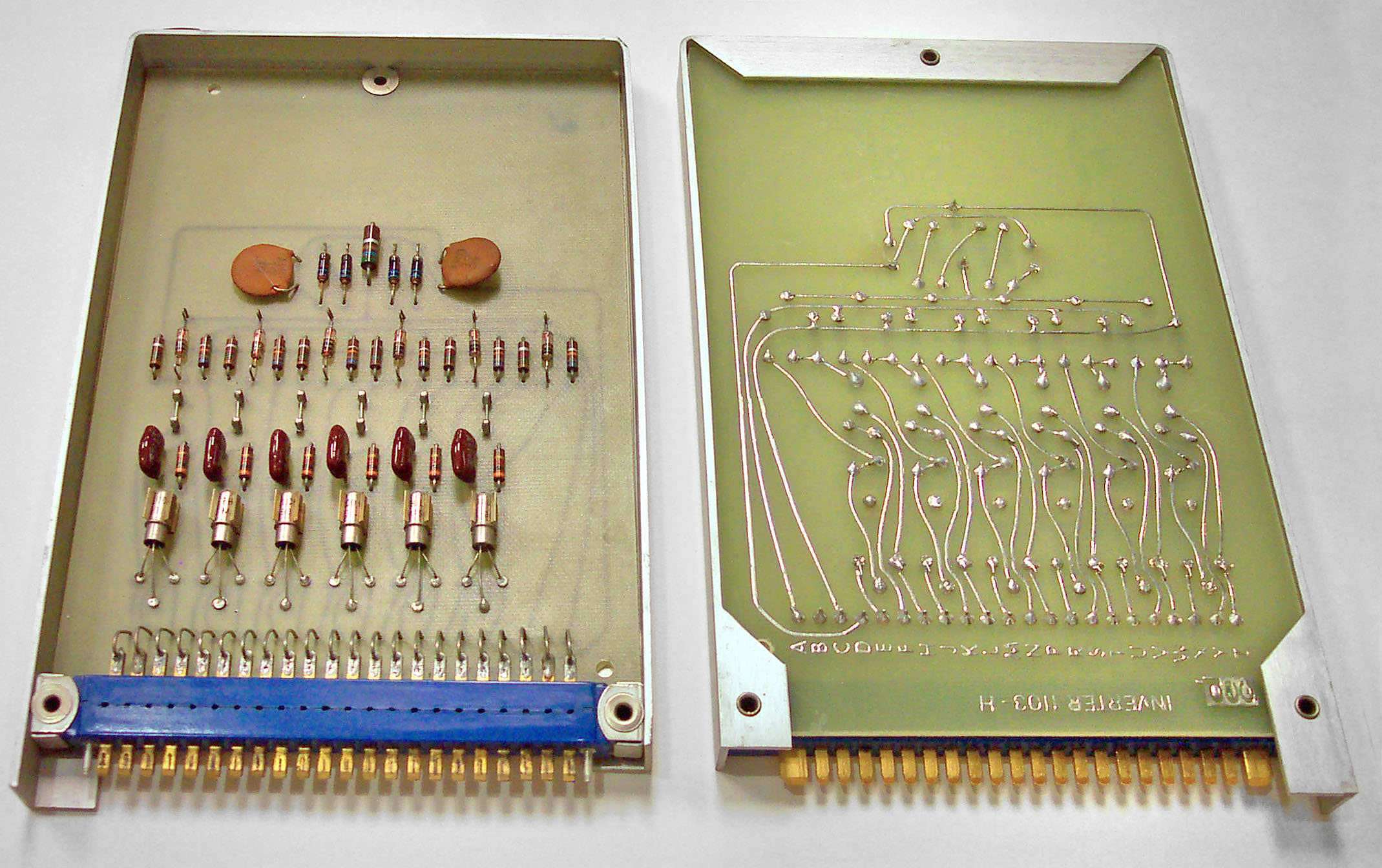
Dec系统构建模块1103六反相器卡（双面）

PDP-1的主記憶體擁有4096個字，每個字的字長爲18位元(等同於9216個8位元的字節。但該系統實際上使用6位元的字節)，並且可升級成65536個字。其磁芯記憶體的周期時間是5.35微秒(換算成時脈頻率約187千赫茲)。大部分算數指令需要10.7微秒來完成(亦即約每秒完成93458個運算)，這是因爲這些指令運算需要使用兩個記憶體周期：第一個周期用來取得指令，而第二個周期用來存取數據。有符號數的表示爲一補數。PDP-1的計算能力大約爲1996年的口袋型電腦(Pocket-sized computer)但較少的記憶體。
PDP-1的電晶體數量爲2700個，並且擁有3000個二極體。它使用迪吉多的系統模組(System Building Blocks)，其微合金電晶體(micro-alloy transistor)及微合金擴散電晶體(micro-alloy diffused transistor)的交換速率爲5百萬赫茲(MHz)。系統模組被包裝爲數個19英寸機架(19-inch rack)。這些19英寸機架被包裝進一個單一的大型電腦主機殼裏。在主機的一端，位於桌面高度，六邊型的控制面板上有開關及燈號。控制面板上方有輸入輸出系統，以及一個打孔帶(punched tape)讀寫機。
PDP-1重量約1600磅(730公斤)。

## 發展歷史
PDP-1的設計理念，源自於麻省理工林肯實驗室所製造的 TX-0 電腦。